# 克莱朗斯堡
克莱朗斯堡（法語：La Bastide-Clairence，法語發音：[la bastid klɛʁɑ̃s]）是法国大西洋比利牛斯省的一个市镇，属于巴约讷区。

## 地理
克莱朗斯堡（43°25'48"N, 1°15'22"W）面积23.39 平方千米，位于法国新阿基坦大区大西洋比利牛斯省，该省份为法国东南部省份，涵盖了贝阿恩与北巴斯克，西临大西洋比斯開灣，北至朗德省，东北接热尔省，东临上比利牛斯省，南与西班牙接壤。
与克莱朗斯堡接壤的市镇（或旧市镇、城区）包括：阿耶尔、巴尔多斯、阿斯帕伦、奥雷格。
克莱朗斯堡的时区为UTC+01:00、UTC+02:00（夏令时）。

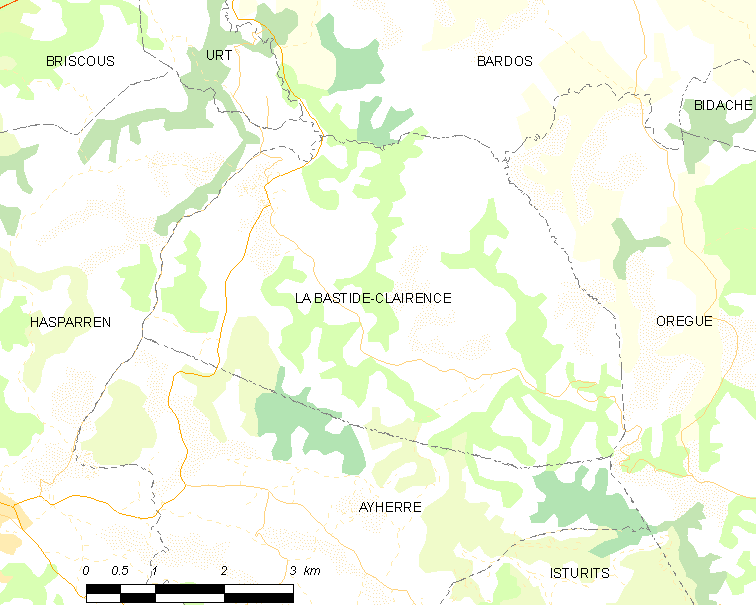
克莱朗斯堡的OSM定位图

## 行政
克莱朗斯堡的邮政编码为64240，INSEE市镇编码为64289。

## 政治
克莱朗斯堡所属的省级选区为比达什地区-阿米库塞-奥斯蒂巴尔县。

## 人口

1962-2008年间克莱朗斯堡人口变化图示

克莱朗斯堡于2022年1月1日时的人口数量为987人。